# Waukomis (Oklahoma)
Waukomis es un pueblo ubicado en el condado de Garfield en el estado estadounidense de Oklahoma. En el año 2010 tenía una población de 	1286 habitantes y una densidad poblacional de 324 personas por km².

## Geografía
Waukomis se encuentra ubicado en las coordenadas 36°16′50″N 97°54′8″O / 36.28056, -97.90222 (36.280604, -97.902189).

## Demografía
Según la Oficina del Censo en 2000 los ingresos medios por hogar en la localidad eran de $32,014 y los ingresos medios por familia eran $40,208. Los hombres tenían unos ingresos medios de $26,959 frente a los $21,641 para las mujeres. La renta per cápita para la localidad era de $14,213. Alrededor del 14.8% de la población estaban por debajo del umbral de pobreza.